# Willunga
Willunga is een plaats in de Australische deelstaat Zuid-Australië. De plaats ligt 47 kilometer van Adelaide en is onderdeel van de Local Government Area City of Onkaparinga. Willunga ligt in de wijnregio van McLaren Vale. In 2021 had de plaats 2.445 inwoners.

## Geschiedenis
De naam Willunga is afgeleid van een Kaurna-plaatsnaam waarvan de betekenis onzeker is. Het postkantoor van Willunga werd geopend op 14 juli 1839. Willunga staat bekend om zijn leisteenindustrie, die in 1840 begon toen de boer Edward Loud leisteen op zijn land vond en later dat jaar de eerste leisteengroeve opende. Het Old Police Station and Court House staat aan de High Street en de funderingen ervan werden in 1855 gelegd met steen die in de buurt werd gedolven. Aanvankelijk deed het tot 1872 dienst als immigratiedepot voor vrouwen, maar in 1864 werd het aanzienlijk uitgebreid.
Aan de overkant van High Street ligt het Old Post and Telegraph Station, een historische tegenhanger van zijn buurman. Het oorspronkelijke gebouw, gebouwd in 1857, huisvestte de essentiële diensten van het postkantoor, het telegraafstation en het woongedeelte van de postmeester. Een volgende toevoeging in 1864 breidde de capaciteit uit. In 1865 zorgde een uitbreiding met twee verdiepingen voor nog meer functionaliteit.
In 1916 stopte het gebouw met zijn post- en telegraafactiviteiten en in 1935 kreeg het een nieuwe eigenaar. In 1986 werd het echter grondig gerestaureerd, waardoor de historische betekenis voor toekomstige generaties bewaard bleef.

## Toerisme
Aangezien het een van de eerste plaatsen in Zuid-Australië is, trekt Willunga vele bezoekers. In de plaats zijn meerdere cafés, restaurants, winkels, hotels, een postkantoor en een benzinestation. Historische gebouwen die toegankelijk zijn voor het publiek zijn onder andere het Old Willunga Courthouse en Police Station complex, het Slate Museum, de Bassett Boys Schoolroom en Waverley Park Homestead.
De Willunga Golfbaan en Bowling Club liggen aan de noordkant van Willunga. De Coast to Vines Rail Trail loopt langs de golfbaan en verbindt fietsers en wandelaars met McLaren Vale. De Willunga Basin Trail is een 130 km lange wandelroute die door Willunga loopt.
In de stad wordt ook elk jaar in juli het Almond Blossom Festival gehouden en in oktober het Fleurieu Folk Festival. De Willunga Farmers Market wordt elke zaterdagochtend gehouden.

## Sport
Willunga heeft veel sportteams, waaronder een Australian footballteam (de Demons); een footballteam voor studenten; een netbalclub, een basketbalclub, een tennisclub en een cricketclub. Willunga heeft ook een voetbalclub, in de NDJSA competitie.

### Wielrennen
Willunga is vaak start- of finishplaats in de wielerwedstrijd Tour Down Under. De etappe gaat vervolgens vaak naar Willunga Hill.

## Transport
Willunga ligt aan de A13, hier de Victor Harbor Road, die de plaats in het noorden verbindt met McLaren Vale en uiteindelijk Adelaide. Naar het zuiden gaat de weg via Willunga Hill naar de volgende plaats Mount Compass en uiteindelijk naar Victor Harbor.
De spoorlijn vanuit Adelaide bereikte Willunga op 20 januari 1915 en werd geëxploiteerd door South Australian Railways. Op het station werd een stationschef aangesteld. Tijdens de bouw werd een 60 voet draaischijf geïnstalleerd, maar deze werd in 1941-2 naar Marino verplaatst. De driehoek, die later in gebruik werd genomen, werd rond 1930 gebouwd. De goederendienst met één trein per week, die in 1963 werd geïntroduceerd, werd zo gepland dat locomotieven 's nachts niet in Willunga hoefden te blijven en daarom werden aanbestedingen uitgeschreven voor de sloop van de personeelsbarakken en andere machinefaciliteiten. De lijn sloot in 1969 en een trein voor het verwijderen van het spoor ontmantelde de lijn in 1972. De corridor is nu het Coast to Vines Rail Trail van Hallett Cove naar Willunga.

## Overleden
- Laurence Bonaventure Sheil (1814-1872), rooms-katholiek priester en bisschop